# Thurner (St. Märgen)
Der Thurner ist eine Passhöhe und ein Weiler im Südosten der Gemeinde St. Märgen, Ortsteil dieser Gemeinde im Landkreis Breisgau-Hochschwarzwald in Baden-Württemberg (Deutschland) auf einer kleinen Hochebene, auf die Straßensteigen aus den Talsystemen von Zartenbach im Süden, Wagensteigbach im Nordosten, Wilder Gutach im Norden, Urach im Osten und Wutach im Südosten führen. 

## Geografie
Thurner liegt am Thurnerpass (1030 m ü. NHN). Den höchsten Punkt im Thurnergebiet bildet die Weißtannenhöhe (1190,2 m ü. NHN). Die Thurnergegend ist schwarzwaldtypisch teilweise bewaldet und teilweise landwirtschaftlich genutzt. Die Passhöhe, die das Zentrum des Weilers bildet, befindet sich etwa sieben Kilometer südlich des Kernorts der Gemeinde St. Märgen. Der Thurner und seine Umgebung liegen im Naturpark Südschwarzwald.

## Gebirgspass
Der Thurnerpass ist von jeher ein Schwarzwaldübergang auf dem Weg von der Oberrheinebene und Freiburg im Breisgau in Richtung Baar, Bodensee und Schwaben. Es wird vermutet, dass schon die Römer den Schwarzwald über das Wagensteigtal, Spirzen und schließlich den Thurnerpass überquerten. Die topografischen Fakten sprechen für diese Möglichkeit, da andere Übergangsmöglichkeiten wie das Höllental weitaus beschwerlicher und gefährlicher waren.
Die Straße, die den Thurner überquert, ist die B 500, die auch unter dem Namen Schwarzwaldhochstraße bekannt ist. Auf dem Thurner münden die L 128 sowie die K 4907 (die „Spirzenstraße“) in die B 500 ein.

## Wirtschaft
Die Wirtschaft des Ortsteils Thurner besteht aus Fremdenverkehr (zwei Hotels), Landwirtschaft und Handwerksbetrieben.

### Tourismus
Bekannt ist der Thurner heute vor allem durch die Thurnerspur, die wohl das älteste Langlaufzentrum Deutschlands ist. Die Loipe und eine Blockhütte mit Sanitäranlagen und Kiosk wird vom Club Thurnerspur e. V. betrieben. Mehrere Rundkurse zwischen 1,5 und 18 Kilometer Länge stehen zur Verfügung, der kürzeste besitzt eine Flutlichtanlage. Der Fernskiwanderweg Schonach–Belchen verläuft auf einer Teilstrecke der Thurnerspur.

## Kultur und Religion
Religiöser Mittelpunkt des Orts ist die St.-Wolfgangs-Kapelle. Die kleine Kirche stammt aus dem 18. Jahrhundert und geht auf eine Initiative von Petrus Glunk, Abt des Klosters St. Märgen, zurück. Die drei Altäre sind mit Skulpturen der Barockbildhauers Matthias Faller geschmückt.

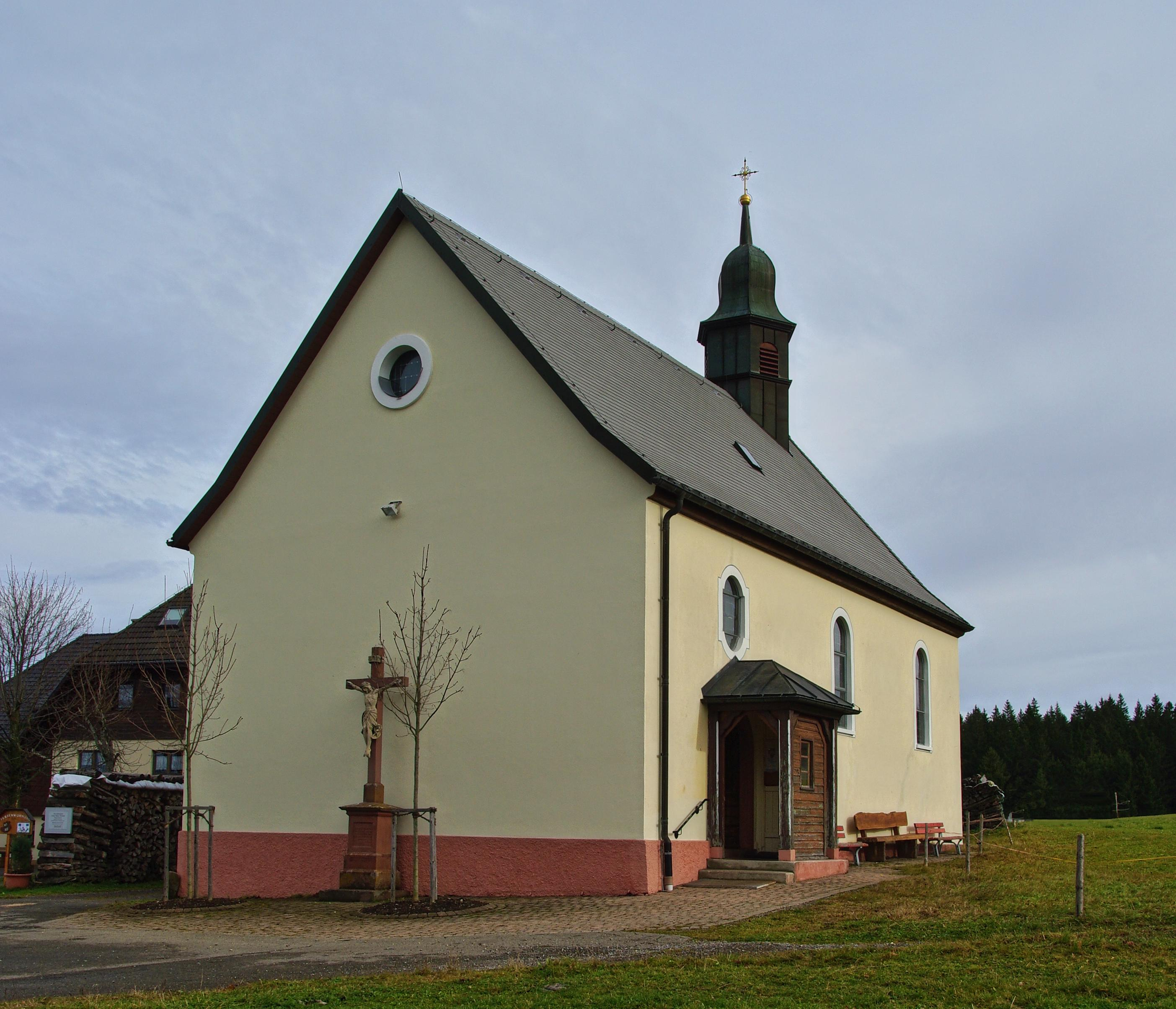
Die Kapelle von außen
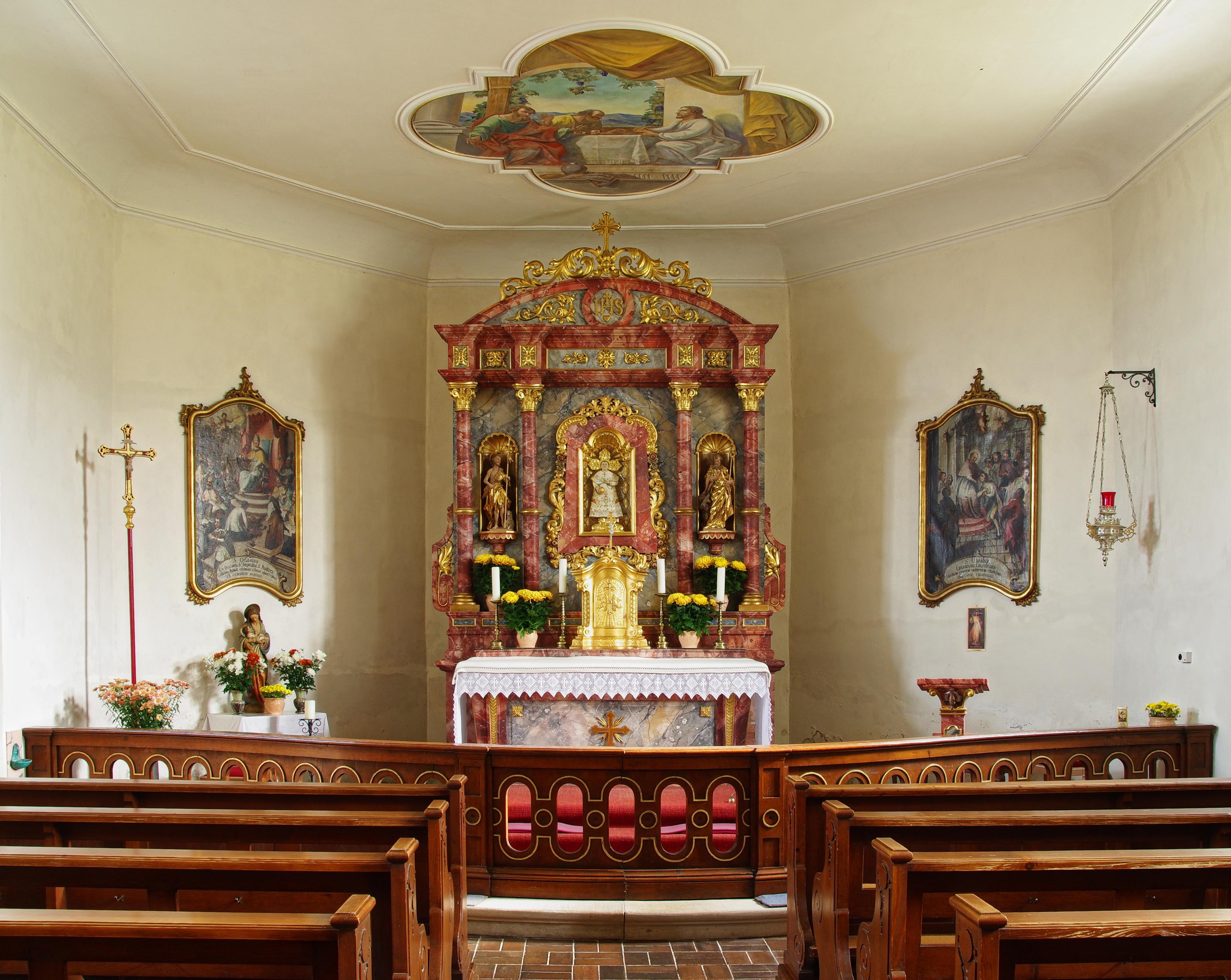
Der Altar
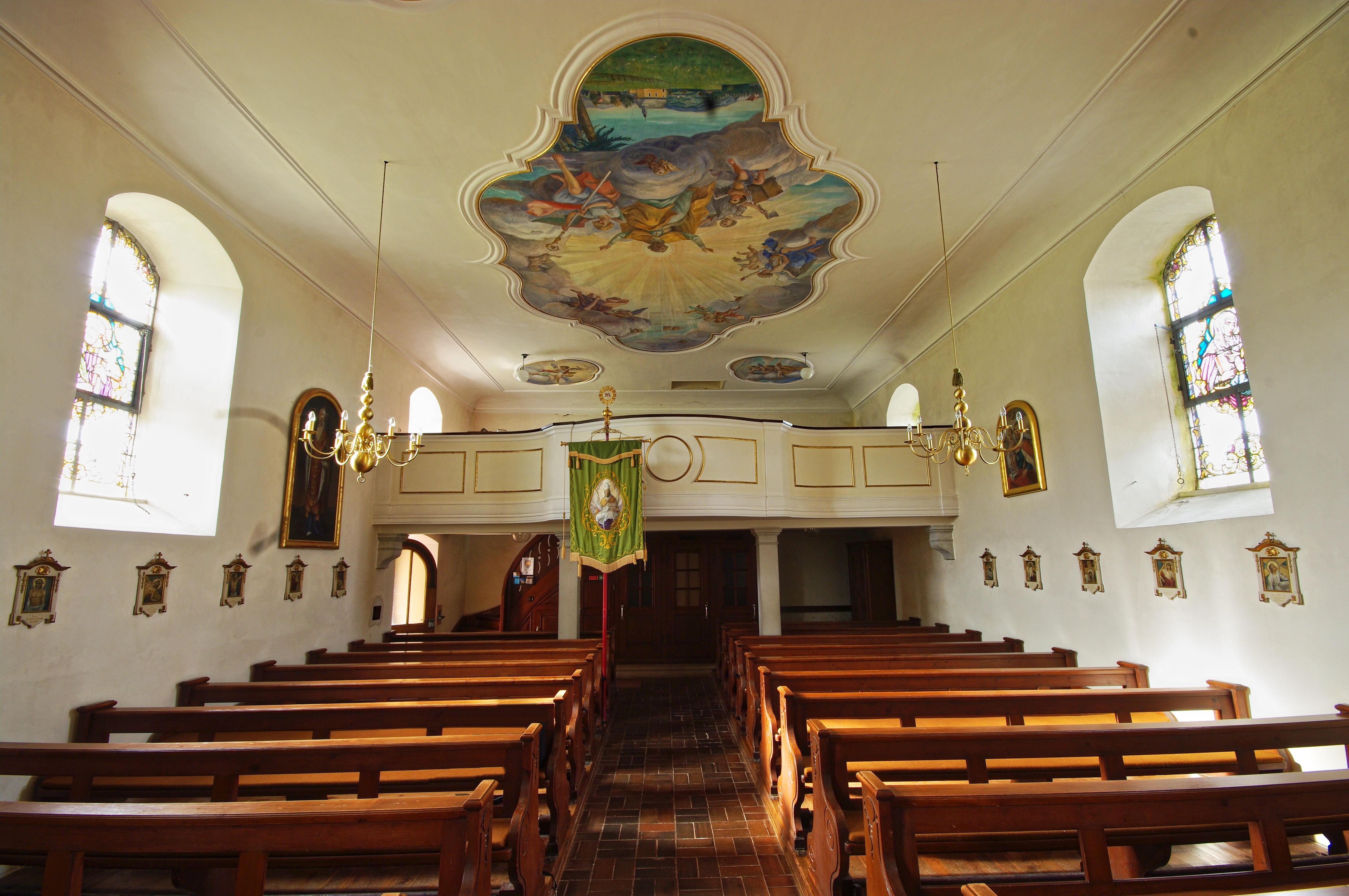
Der Innenraum
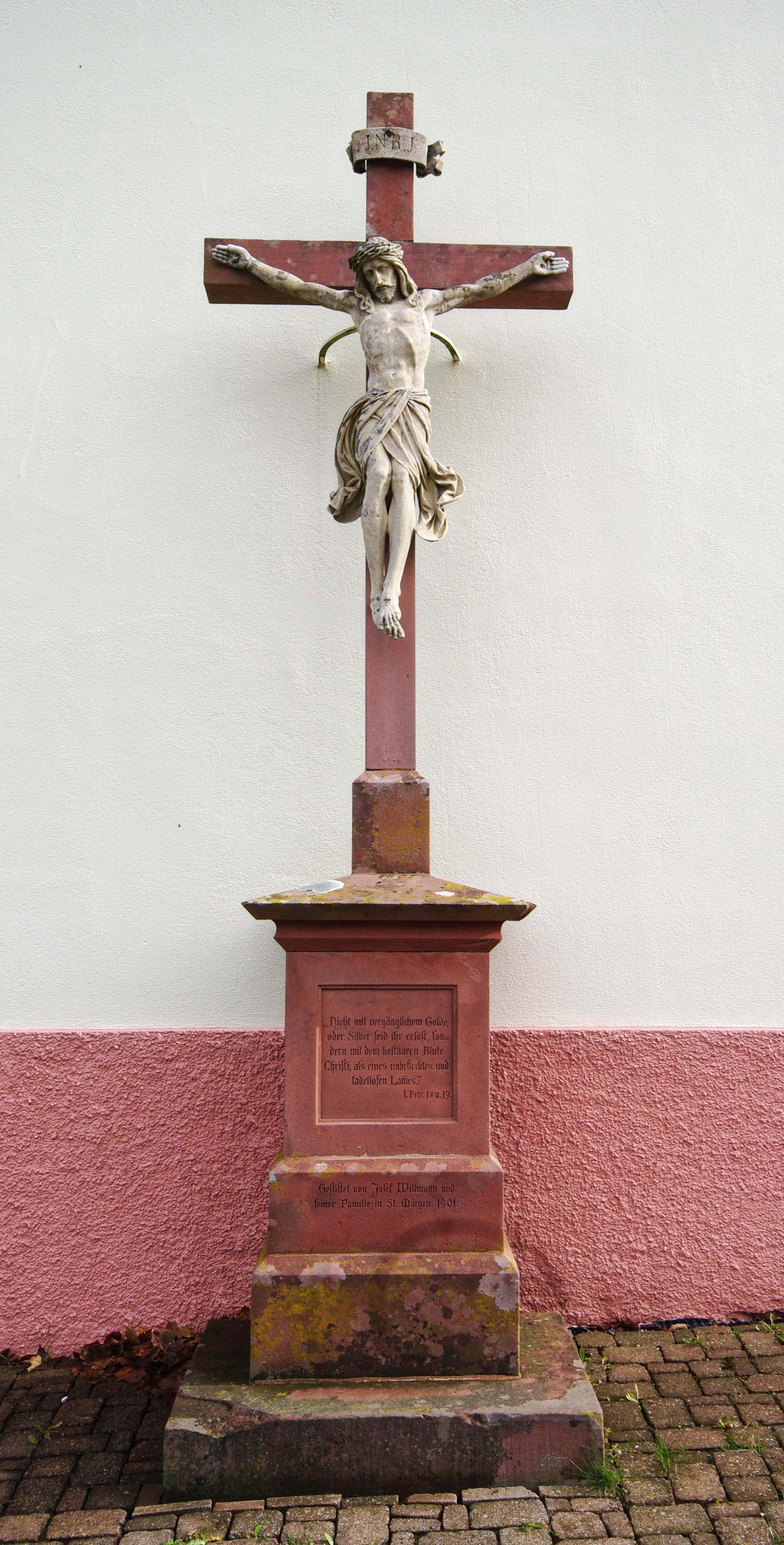
Das Kreuz vor der Kapelle

Im Thurnerwirtshaus finden regelmäßig Kulturveranstaltungen statt: Konzerte aus den Bereichen Pop, Folk, Jazz usw., Kabarett und Comedy.